# بني عزيز (خولان)

تعديل مصدري - تعديل

بني عزيز هي إحدى قرى عزلة بني شداد بمديرية خولان التابعة لمحافظة صنعاء، بلغ تعداد سكانها 158 نسمة حسب تعداد اليمن لعام 2004.